# 伯鯈 (南燕国)
伯鯈（？—？），姞姓，又作伯儵，是黄帝的后裔，南燕国的始祖。
前649年，郑文公的贱妾燕姞梦见天使给她一支兰花，说：“我是伯鯈，你的祖先，把兰作为你的儿子。因为兰花的绝顶的香气，佩带着它，别人就会像爱它一样地爱你。”不久郑文公来见燕姞，给她一支兰花而让她侍寝。燕姞告诉郑文公说：“我的地位低贱，如果侥幸怀了孩子，别人恐怕不相信，敢请以兰花作为信物。”郑文公答应了。燕姞日后生了个孩子，取名叫兰。